# Dragon (constellation)
Draco
Pour les articles homonymes, voir Dragon et Dra.
Le Dragon (Draco) est une des 88 constellations du ciel, la huitième par la taille. Elle est composée d'une longue suite d'étoiles qui longe une partie de la Petite Ourse. Malgré sa longueur, elle ne contient pas d'étoile véritablement brillante. Le Dragon était l’une des 48 constellations identifiées par Ptolémée.

## Histoire
Dans beaucoup de mythologies, la forme sinueuse de la constellation a été interprétée comme un dragon ou un serpent, de la déesse sumérienne Tiamat en passant par le dragon que tua saint Georges.
Dans la mythologie grecque, la constellation proviendrait soit du dragon qui attaqua Athéna dans la guerre entre les dieux de l'Olympe et les Titans, soit du dragon tué par Cadmos près du lieu où il fonda Thèbes, soit de celui qui gardait la Toison d'or ou bien encore du dragon Ladon qui gardait les pommes d'or du jardin des Hespérides et fut tué par Héraclès.

## Observation des étoiles

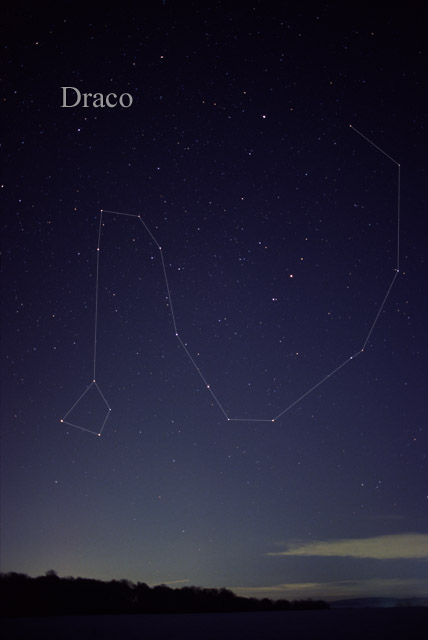
Constellation du Dragon.

### Localisation de la constellation
Globalement, le Dragon entoure la Petite Ourse en direction de Véga. Le repérage du Dragon peut être fait soit à partir de la Grande Ourse, soit à partir du Triangle d'été.
La tête du Dragon est située entre Véga de la Lyre et la tête de la Petite Ourse, Kochab (β UMi).
On peut également la repérer à partir de la constellation du Cygne, les deux yeux sont dans le prolongement de l'aile nord. 
La queue du Dragon est l'étoile peu brillante située sur l'alignement entre Merak et Dubhe de la Grande Ourse et Polaris (α Ursae Minoris). Cet alignement est au bas de l'image. On peut remarquer qu'il se prolonge jusqu'à une petite étoile à l'extrême bord de l'image, qui est γ Cep, la pointe du chapeau de Céphée.

### Forme de la constellation
La constellation est peu brillante et assez éparse, il faut de bonnes conditions (Mag 4) pour la tracer correctement.
On voit surtout une paire d'yeux, qui sont visibles (Mag 2) longtemps avant le reste de la constellation. La tête du Dragon forme un astérisme appelée le Losange. C'est un losange régulier très allongé, constitué des deux yeux (β et  γ Draconis), de la bouche (ξ Draconis), et du symétrique de la bouche par rapport aux yeux (ι Her, à l'extrême bord de l'image).
La queue du Dragon est parallèle à la tête de la Petite Ourse, puis tourne à droite vers le cœur du Dragon.
Le cœur du Dragon, η Dra, est l'étoile relativement brillante située dans l'alignement que forme la tête de la Petite Ourse. Le cœur du dragon est au centre d'un petit alignement de trois étoiles, qui marque la deuxième direction du corps du Dragon. Cet alignement était autrefois le ventre du Dragon.
Le « corps du dragon » actuel n'a pas de forme très nette, suivant les conditions de visibilité on peut y voir un rectangle ou un pentagone très écrasé.
Autrefois, la petite Ourse faisait partie du Dragon, dont elle constituait l'aile. Le Dragon était alors beaucoup plus majestueux, avec la tête de la Petite Ourse constituant l'articulation de l'aile et la limite du corps du Dragon, et la chaîne vers Polaris marquant le bord de l'aile.

## Étoiles principales

### Thuban (αDraconis)
α Draconis (Thuban) est probablement l'étoile la plus connue de la constellation du Dragon, au point que la lettre α lui a été affectée par Johann Bayer.
Pourtant, il ne s'agit en aucun cas de l'étoile la plus brillante de la constellation (elle n'est que 8e).
Mais, à cause du phénomène de précession des équinoxes, Thuban indiquait presque exactement le pôle nord céleste il y a 4 700 ans, place qui a échu de nos jours à α Ursae Minoris, appelée pour cette raison l'étoile polaire ; par conséquent, α Draconis était l'étoile polaire lors de l'apogée de la civilisation égyptienne antique et les temples égyptiens étaient souvent construits en référence à cette étoile. Elle se trouve désormais à plus de 25° du pôle.
α Draconis est une étoile géante chaude (9 800 K), trois-cents fois plus lumineuse que le Soleil et distante de trois-cents années-lumière. C'est également une étoile double, son compagnon — invisible depuis la Terre — tourne autour d'elle en cinquante-et-un jours.

### Eltanin / Etamin (γDraconis)
γ Draconis, ou Eltanin, ou Etamin est l'étoile la plus brillante de la constellation du Dragon. Son nom traditionnel dérive d'un mot arabe signifiant le Dragon.
γ Draconis est une géante orange, cinquante fois plus grande que le Soleil, six-cents fois plus lumineuse. Située à cent-cinquante années-lumière de nous, elle se déplace dans notre direction et devrait passer à moins de trente années-lumière du Système solaire dans 1,5 million d'années.
C'est en cherchant à mesurer la parallaxe de γ Draconis que James Bradley découvre l'aberration de la lumière vers 1725. 
La Thèbes grecque antique, la « ville du dragon, » avait un temple dédié à cette étoile.

### Autres étoiles
β Draconis, également nommée Rastaban, est une supergéante, quarante fois plus grande que le Soleil. Située à environ quatre-cents années-lumière, sa magnitude absolue est de -2,43, soit l'éclat de huit-cents soleils. Sa magnitude apparente est de 2,79. Elle possède un compagnon situé à 450 ua, soit près de soixante-dix milliards de kilomètres.
Nodus Secondus (δ Dra) est située à 99 années-lumière. Cette étoile, brillante comme cinquante soleils, avec sa magnitude absolue de 0,63, se présente à nous avec une magnitude de 3,07. 
Aldhibah, ou Nodus Primus (ζ Dra), est une étoile de magnitude apparente 3,17. Sa magnitude absolue de -1,92 correspond à un éclat cinq-cents fois supérieur à celui du Soleil. Distance : trois-cents années-lumière. 
Ed Asich (ι Dra), quarante fois plus lumineuse que le Soleil (magnitude absolue 0,81), n'affiche plus, vue de cent années-lumière, qu'une magnitude de 3,29. 
η Draconis est une étoile de magnitude apparente 2,73. Sa magnitude absolue est de 0,58. Elle brille comme cinquante soleils et se situe à quatre-vingt-huit années-lumière.
Parmi les étoiles doubles que compte cette constellation, on peut citer également Arrakis (µ Dra), Kuma (ν Dra) dont les deux composantes blanches on sensiblement la même magnitude (4,87), φ Draconis ou encore Tyl (ε Draconis).
Le Dragon renferme également deux systèmes triples : 16-17 Draconis et 39 Draconis.

## Objets célestes

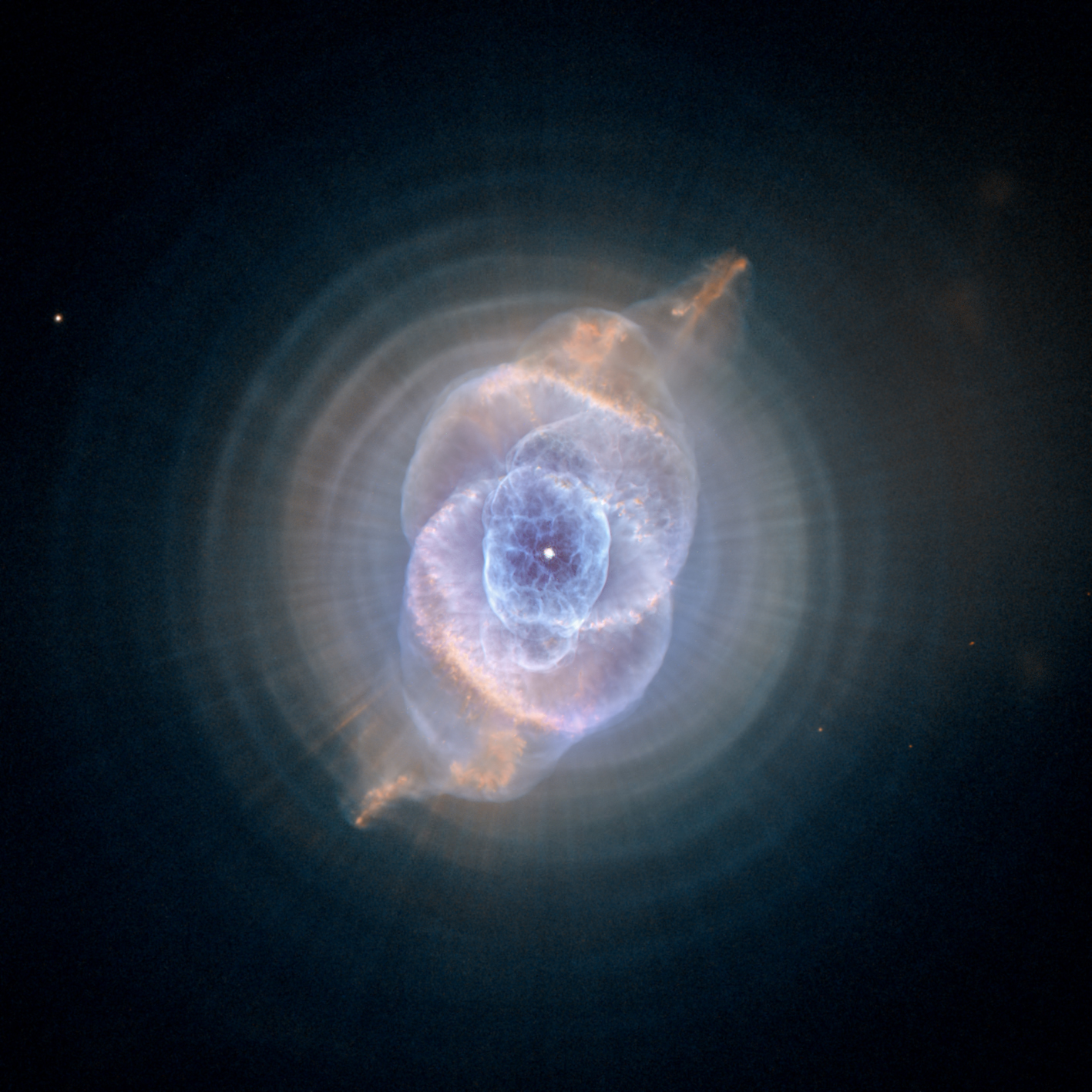
La nébuleuse de l'Œil de Chat par le télescope spatial Hubble.

Le Dragon héberge la célèbre nébuleuse planétaire NGC 6543, plus connue sous le nom de « nébuleuse de l'Œil de Chat ». Située à environ 1 365 ± 54 pc (∼4 450 al) de la Terre, sa magnitude apparente égale à 8,1 permet de l'observer dans une paire de jumelles ou un petit télescope.
NGC 6742 est une seconde nébuleuse planétaire, plus faible en luminosité (mag. 13,4), qui se trouve proche de la frontière avec les constellations voisines du Cygne et de la Lyre.

### Galaxies lointaines

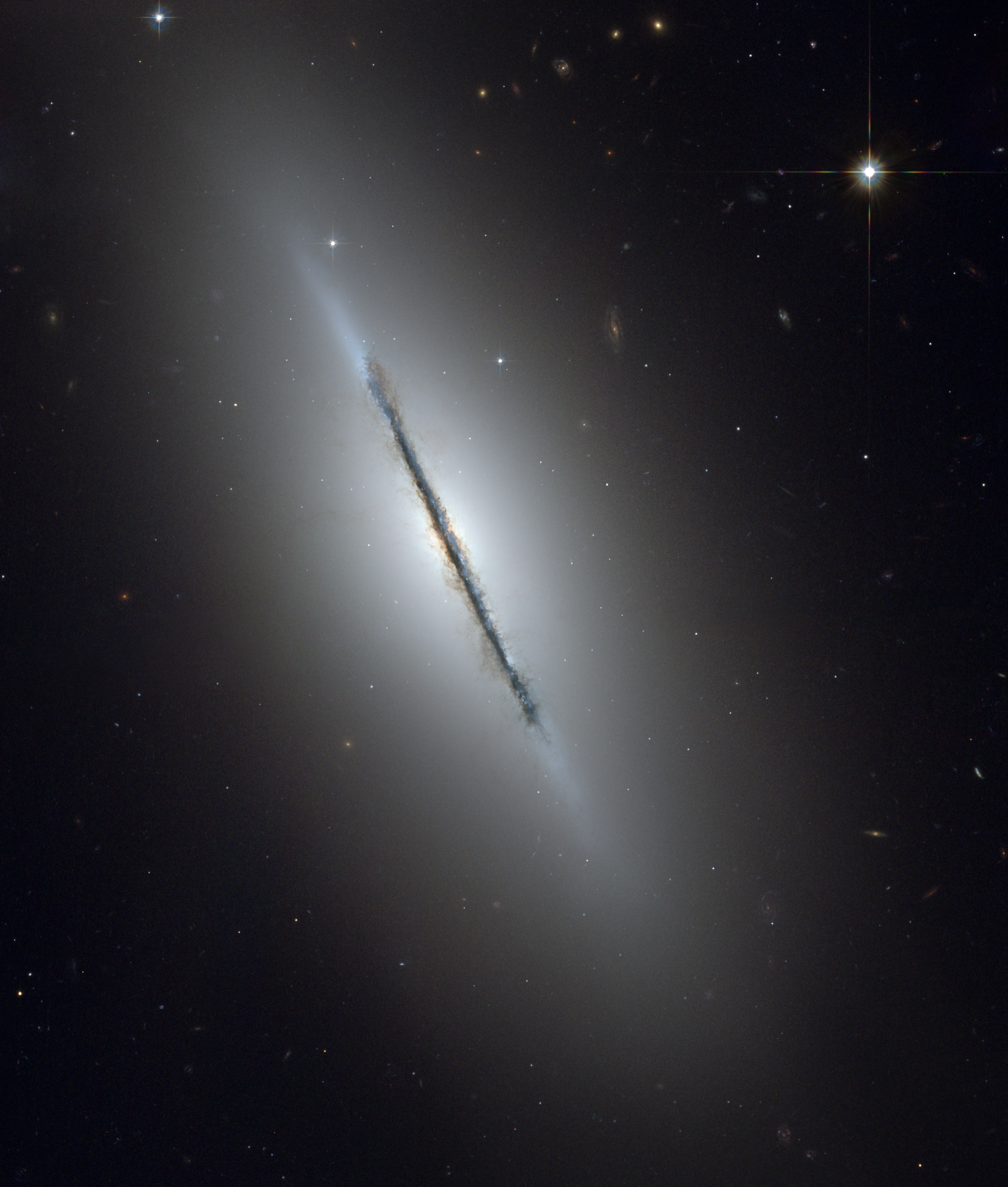
La galaxie lenticulaire M102 (NGC 5866) par le télescope spatial Hubble.

La constellation abrite une grande diversité de galaxies. Proche de nous, la galaxie naine du Dragon est une galaxie satellite de la nôtre, la Voie lactée. Les autres galaxies citées ci-dessous sont bien plus lointaines, situées en dehors du Groupe local.
Surnommée la « galaxie du Fuseau », M102 du catalogue de Messier est une galaxie lenticulaire vue par la tranche et dont la magnitude apparente est égale à 9,9, permettant de la distinguer dans un petit télescope. Au Nord-Est de celle-ci, se trouve NGC 5907, une galaxie spirale, elle aussi vue par la tranche et qui présente un long ruban d'étoiles qui s'enroule autour d'elle, probable vestige d'une interaction gravitationnelle.
Au niveau de la queue du Dragon, au-dessus de la Grande Casserole (Grande Ourse), se trouvent NGC 4125 et NGC 4236, toutes deux d'une magnitude apparente proche de 10. Une troisième galaxie remarquable, NGC 3147, se situe à l'extrémité de la queue de l'animal. Assez isolée dans le ciel terrestre, elle peut être repérée vers le milieu d'une ligne imaginaire reliant M81, une galaxie brillante de la Grande Ourse, et l'étoile HD 91190.
Au Nord de la nébuleuse de l'Œil de Chat, se trouve la galaxie spirale NGC 6503 (mag. 10,2).
Plusieurs exemples de galaxies en interaction se trouvent dans la constellation, comme la galaxie du Têtard (Arp 188), NGC 6670 où le disque de chacune des deux galaxies se chevauchent, ou NGC 6090 qui présente des similitudes avec les galaxies des Antennes (Arp 244).

## Essaim météoritique
La constellation est également connue pour contenir le radiant des Draconides.